# Стерджен-Лейк (тауншип, Миннесота)
Стерджен-Лейк (англ. Sturgeon Lake) — тауншип в округе Пайн, Миннесота, США. На 2000 год его население составило 409 человек.

## География
По данным Бюро переписи населения США площадь тауншипа составляет 83,4 км², из которых 83,2 км² занимает суша, а 0,2 км² — вода (0,25 %).

## Демография
По данным переписи населения 2000 года здесь находились 409 человек, 124 домохозяйства и 101 семья.  Плотность населения —  4,9 чел./км².  На территории тауншипа расположено 169 построек со средней плотностью 2,0 построек на один квадратный километр. Расовый состав населения: 88,26 % белых, 8,07 % афроамериканцев, 0,98 % коренных американцев, 1,96 % — других рас США и 0,73 % приходится на две или более других рас. Испанцы или латиноамериканцы любой расы составляли 2,20 % от популяции тауншипа.
Из 124 домохозяйств в 37,1 % воспитывались дети до 18 лет, в 73,4 % проживали супружеские пары, в 5,6 % проживали незамужние женщины и в 18,5 % домохозяйств проживали несемейные люди. 17,7 % домохозяйств состояли из одного человека, при том 7,3 % из — одиноких пожилых людей старше 65 лет. Средний размер домохозяйства — 2,65, а семьи — 2,99 человека.
21,5 % населения — младше 18 лет, 13,2 % — в возрасте от 18 до 24 лет, 33,3 % — от 25 до 44, 22,5 % — от 45 до 64, и 9,5 % — старше 65 лет. Средний возраст — 35 лет. На каждые 100 женщин приходилось 137,8 мужчин.  На каждые 100 женщин старше 18 приходилось 152,8 мужчин.
Средний годовой доход домохозяйства составлял 40 250 долларов, а средний годовой доход семьи —  41 538 долларов. Средний доход мужчин —  37 813  долларов, в то время как у женщин — 24 063. Доход на душу населения составил 13 563 доллара. За чертой бедности находились 5,2 % семей и 4,3 % всего населения тауншипа, из которых 3,1 % младше 18 лет.